# David Strathairn

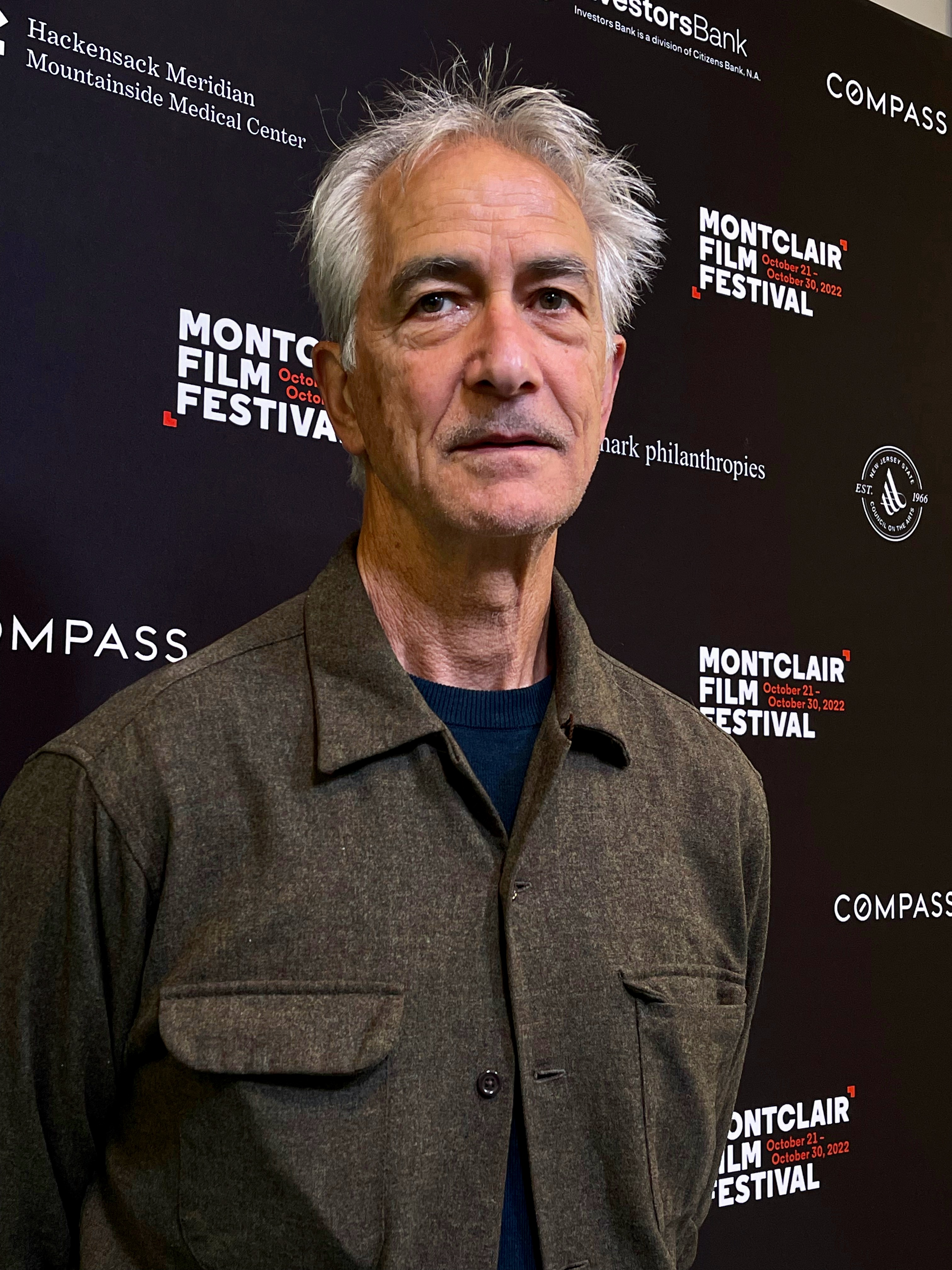
David Strathairn (2022)

David Russell Strathairn (* 26. Januar 1949 in San Francisco, Kalifornien) ist ein US-amerikanischer Film- und Fernsehschauspieler. Zu seinen bekannten Rollen gehören seine Auftritte in Harrison’s Flowers (2000), als Joe St. George in Dolores Claiborne (1995), als korrupter Baseballspieler in Eight Men Out von 1988 und als Außenminister William H. Seward in Lincoln (2012). Zusätzlich bekannt wurde er durch die Rolle des Raumschiffkapitäns Klaes Ashford in der Fernsehserie The Expanse.

## Leben
Strathairns Eltern sind schottischen und hawaiischen Ursprungs. 1970 absolvierte er in Williamstown (Massachusetts) die Schule. Anschließend besuchte er das Ringling Brothers and Barnum & Bailey Clown College in Venice (Florida) und arbeitete anschließend als Clown bei einem Wanderzirkus. Danach zog er nach New York City, verbrachte aber mehrere Jahre damit, quer durch die Vereinigten Staaten zu reisen und in den Sommermonaten an Stadttheatern zu spielen.
Strathairns Auftritte in Fernsehrollen weisen ein breites Spektrum auf. Er arbeitet regelmäßig unter dem Regisseur John Sayles, den er seit seiner Schulzeit kennt.
Strathairn ist mit der Krankenschwester Logan Goodman verheiratet und lebt mit den gemeinsamen zwei Söhnen in der Nähe von Poughkeepsie, New York.

## Filmografie (Auswahl)
- 1980: Return of the Secaucus 7
- 1983: Drei Frauen in New York (Enormous Changes at the Last Minute)
- 1984: Der Typ vom anderen Stern (The Brother from Another Planet)
- 1984: Rückkehr aus einer anderen Welt (Iceman)
- 1985: Miami Vice (1 Episode)
- 1985: Zurück zur Natur (When Nature Calls)
- 1986: Auf kurze Distanz (At Close Range)
- 1988: Acht Mann und ein Skandal (Eight Men Out)
- 1988: Verführung am Telefon (Call Me)
- 1988: Stars and Bars – Der ganz normale amerikanische Wahnsinn (Stars and Bars)
- 1989: Die Bombe (Day One, Fernsehfilm)
- 1990: Memphis Belle
- 1991: Stadt der Hoffnung (City of Hope)
- 1991: General Custers letzte Schlacht (Son of the Morning Star)
- 1992: Eine Klasse für sich (A League of Their Own)
- 1992: Passion Fish
- 1992: Sneakers – Die Lautlosen (Sneakers)
- 1992: Bob Roberts
- 1993: Die Stunde der Wahrheit (The American Clock)
- 1993: Es geschah am 1. April (April One)
- 1993: Die Firma (The Firm)
- 1994: Eine Gefährliche Frau (A Dangerous Woman)
- 1994: Am wilden Fluß (The River Wild)
- 1995: Dolores (Dolores Claiborne)
- 1995: Die andere Mutter (Losing Isaiah)
- 1996: Schatten der Schuld (Mother Night)
- 1996: Urteil ohne Gerechtigkeit (Beyond the Call)
- 1997: Kleine Lügen unter Freunden (Bad Manners)
- 1997: L.A. Confidential
- 1997: In der Abenddämmerung (In the Gloaming)
- 1997: Hiawatha – Eine indianische Legende (Song of Hiawatha)
- 1998: Simon Birch
- 1998: Cyberspace – Ein Alptraum wird wahr… (Evidence of Blood)
- 1998: Dannys Mutprobe (The Climb)
- 1999: Unschuldig verfolgt (A Map of the World)
- 1999: Ein Sommernachtstraum (A Midsummer Night’s Dream)
- 1999: Wenn der Nebel sich lichtet – Limbo (Limbo)
- 2000: The Miracle Worker – Wunder geschehen (The Miracle Worker)
- 2000: Harrison’s Flowers (Harrison Lloyd)
- 2000: Freiheitsmarsch (Freedom Song)
- 2002: Blue Car – Poesie des Sommers (Blue Car)
- 2004: Die Sopranos (The Sopranos, Fernsehserie, 3 Episoden)
- 2004: Twisted – Der erste Verdacht (Twisted)
- 2005: Good Night, and Good Luck.
- 2006: Sie waren Helden (We Are Marshall)
- 2006: Heavens Fall
- 2007: Stahlkappen
- 2007: Das Bourne Ultimatum (The Bourne Ultimatum)
- 2007: My Blueberry Nights
- 2007: Das perfekte Verbrechen (Fracture)
- 2008: Die Geheimnisse der Spiderwicks (The Spiderwick Chronicles)
- 2008: Monk (Fernsehserie, Episode 7x02)
- 2009: Der Fluch der 2 Schwestern (The Uninvited)
- 2010: Du gehst nicht allein (Temple Grandin, Fernsehfilm)
- 2010: The Tempest – Der Sturm (The Tempest)
- 2010: Whistleblower – In gefährlicher Mission (The Whistleblower)
- 2010: Dr. House (House, Fernsehserie, Episode 6x17)
- 2011–2012: Alphas (Fernsehserie, 24 Episoden)
- 2012: Hemingway & Gellhorn (Fernsehfilm)
- 2012: No God, No Master
- 2012: Das Bourne Vermächtnis (The Bourne Legacy)
- 2012: Lincoln
- 2012: Maladies
- 2013: First Impact – Der Paketbombenjäger (No God, No Master)
- 2014: Godzilla
- 2015: Best Exotic Marigold Hotel 2 (The Second Best Marigold Hotel)
- 2015–2016: The Blacklist (Fernsehserie, 12 Episoden)
- 2015, 2017: Z: The Beginning of Everything (Fernsehserie, 5 Episoden)
- 2016: Amerikanisches Idyll (American Pastoral)
- 2017: Die dunkelste Stunde (Darkest Hour)
- 2017: November Criminals
- 2017–2019: Billions (Fernsehserie, 8 Episoden)
- 2018: An Interview with God
- 2018: Die UFO-Verschwörung (UFO)
- 2018: McMafia (Fernsehserie, 7 Episoden)
- 2018: Mein Dinner mit Hervé (My Dinner with Hervé, Fernsehfilm)
- 2018–2019: The Expanse (Fernsehserie, 13 Episoden)
- 2019: Godzilla II: King of the Monsters
- 2019: The Devil Has a Name
- 2020: Nomadland
- 2020: Interrogation (Fernsehserie, 10 Episoden)
- 2021: Nightmare Alley
- 2022: Der Gesang der Flusskrebse (Where the Crawdads Sing)
- 2022: Remember This
- 2023: A Little Prayer
- 2024: The Luckiest Man in America
- 2025: O Horizon

## Auszeichnungen
Für seine Rolle in Good Night, and Good Luck. erhielt Strathairn 2005 auf den Filmfestspielen von Venedig die Coppa Volpi als bester Hauptdarsteller. In George Clooneys Produktion spielte er den bekannten CBS-Journalisten Edward R. Murrow, der in den 1950er-Jahren in die antikommunistischen Hexenjagd der McCarthy-Ära geraten war. 2010 wurde er für seine Nebenrolle in der Fernsehproduktion Temple Grandin mit dem Emmy ausgezeichnet. 2011 folgte für den Part eine Golden-Globe-Nominierung.